# Bryant Crawford
Bryant DeJuan Crawford (Silver Spring, Maryland, 21 de marzo de 1997) es un baloncestista estadounidense que pertenece a la plantilla del BC Avtodor de la VTB United League. Con 1,91 metros de estatura, juega en la posición de base. 

## Trayectoria deportiva

### Universidad
Jugó tres temporadas con los Demon Deacons de la Universidad Wake Forest, en las que promedió 15,6 puntos, 3,3 rebotes y 5,0 asistencias por partido. En su primera temporada fue elegido por los entrenadores y la prensa especializada en el mejor quinteto freshman de la Atlantic Coast Conference.
En mayo de 2018, al término de su temporada junior, declaró su intención de renunciar a su último año de universidad para presentarse al Draft de la NBA.

#### Estadísticas
| Año     | Equipo      | PJ | PT | MPP  | %TC  | %3P  | %TL  | RPP | APP | ROB | TPP | PPP  |
| ------- | ----------- | -- | -- | ---- | ---- | ---- | ---- | --- | --- | --- | --- | ---- |
| 2015–16 | Wake Forest | 30 | 30 | 31.7 | .394 | .348 | .669 | 3.0 | 4.4 | 1.7 | .2  | 13.7 |
| 2016–17 | Wake Forest | 33 | 33 | 31.8 | .438 | .346 | .826 | 3.8 | 5.5 | 1.4 | .2  | 16.1 |
| 2017–18 | Wake Forest | 31 | 30 | 31.8 | .413 | .358 | .868 | 2.9 | 4.9 | 1.5 | .1  | 16.8 |
| Total   | Total       | 94 | 93 | 31.8 | .416 | .351 | .799 | 3.2 | 4.9 | 1.5 | .2  | 15.6 |

### Profesional
Tras no ser elegido en el Draft de la NBA de 2018, disputó la NBA Summer League con Brooklyn Nets, con los que en cuatro partidos promedió 1,2 puntos y 1,7 rebotes.
El 6 de agosto firmó su primer contrato profesional con el equipo israelí del Hapoel Gilboa Galil de la Ligat ha'Al.
En verano de 2019, firma por el Utenos Juventus de la LKL lituana, en el que jugaría durante dos temporadas.
El 11 de julio de 2021, firma por el Pallacanestro Reggiana de la Lega Basket Serie A.
El 13 de agosto de 2022, firmó contrato con el KK Igokea de la ABA Liga.
El 31 de julio de 2023 fichó por el Reeder Samsunspor de la Basketbol Süper Ligi turca (BSL).